# بني حماد (كاف الغار)
بني حماد هي إحدى مشيخات المملكة المغربية، تتبع جغرافيا لإقليم تازة وإداريًا لكاف الغار. يقدر عدد سكانها بـ 3275 نسمة حسب الإحصاء الرسمي للسكان والسكنى لسنة 2004.